# Kanton Cléry-Saint-André
Der Kanton Cléry-Saint-André war von 1790 bis 2015 ein französischer Wahlkreis im Arrondissement Orléans, im Département Loiret und in der Region Centre-Val de Loire; sein Hauptort war Cléry-Saint-André.
Der Kanton Cléry-Saint-André war 131,52 km² groß und hatte (1999) 8146 Einwohner (Stand: 2012).
Der Kanton umfasste Wahlberechtigte aus fünf Gemeinden:
| Gemeinde           | Einwohner Jahr | Fläche km² | Bevölkerungsdichte | Code INSEE | Postleitzahl |
| ------------------ | -------------- | ---------- | ------------------ | ---------- | ------------ |
| Cléry-Saint-André  | 3343 (2013)    | 18,13      | 184 Einw./km²      | 45098      | 45370        |
| Dry                | 1406 (2013)    | 22,64      | 62 Einw./km²       | 45130      | 45370        |
| Jouy-le-Potier     | 1319 (2013)    | 50,4       | 26 Einw./km²       | 45175      | 45370        |
| Mareau-aux-Prés    | 1264 (2013)    | 13,34      | 95 Einw./km²       | 45196      | 45370        |
| Mézières-lez-Cléry | 814 (2013)     | 27,01      | 30 Einw./km²       | 45204      | 45370        |